# Intensitat lluminosa
En fotometria, la intensitat lluminosa es defineix com la quantitat de flux lluminós, propagant-se en una direcció donada, que emergeix, travessa o incideix sobre una superfície per unitat d'angle sòlid. La seva unitat de mesura en el Sistema Internacional d'Unitats és la candela (cd), que és una unitat fonamental del sistema. Matemàticament, la seva expressió és la següent:
{\displaystyle I_{V}={\frac {dF}{d\Omega }}}
on:
- {\displaystyle \scriptstyle {I_{V}}} és la intensitat lluminosa, mesurada en candeles.
- {\displaystyle \scriptstyle {F}} és el flux lluminós, en lumens.
- {\displaystyle \scriptstyle {d\Omega }} és l'element diferencial d'angle sòlid, en estereorradiants.

La intensitat lluminosa es pot definir a partir de la magnitud radiomètrica de la intensitat radiant sense res més que ponderar cada longitud d'ona per la corba de sensibilitat de l'ull. Així, si {\displaystyle \scriptstyle {I_{V}}} és la intensitat lluminosa, {\displaystyle \scriptstyle {I(\lambda )}}representa la intensitat radiant espectral i {\displaystyle \scriptstyle {V(\lambda )}} simbolitza la corba de sensibilitat de l'ull, llavors tenim:
{\displaystyle I_{V}=K\int _{visible}^{\ }I(\lambda )V(\lambda )\,d\lambda }

## Intensitat lluminosa i diferents tipus de fonts
En fotometria, es denomina font puntual a aquella que emet la mateixa intensitat lluminosa en totes les direccions considerades. Un exemple pràctic seria un llum incandescent. Per contra, es denomina font o superfície reflectora de Lambert a aquella en la qual la intensitat varia amb el cosinus de l'angle entre la direcció considerada i la normal a la superfície (o eix de simetria de la font).

## Unitats
Una candela (símbol: cd) o bugia nova és una de les set unitats bàsiques del Sistema Internacional d'Unitats (SI) i mesura la intensitat lluminosa. La candela es defineix com la intensitat lluminosa d'una font de llum monocromàtica de 540 THz que té una intensitat radiant d'1/683 watts per estereorradiant, o aproximadament 1,464 mW/sr. La freqüència de 540 THz correspon a una longitud d'ona de 555 nm, que es correspon amb la llum verda pàl·lida prop del límit de visió de l'ull. Ja que hi ha aproximadament 12,6 estereorradiants en una esfera, el flux radiant total seria d'aproximadament 18,40 mW, si la font emetés de forma uniforme en totes les direccions. Una espelma corrent produïx amb poca precisió una candela d'intensitat lluminosa.
En el 1881 Jules Violle va proposar la Violle com a unitat d'intensitat lluminosa. Va ser la primera unitat d'intensitat que no depenia de les propietat d'un llum determinat. No obstant això va ser substituïda per la candela en el 1946.
| Magnitud             | Símbol | Unitat del SI             | abeura. | Notes                                                          |
| -------------------- | ------ | ------------------------- | ------- | -------------------------------------------------------------- |
| Energia lluminosa    | Q v    | lumen segon               | lm·s    | A vegades es fa servir la denominació Talbot, aliena al SI     |
| Flux lluminós        | F      | lumen (= cd·sr)           | lm      | Mesura de la potència lluminosa percebuda                      |
| Intensitat lluminosa | I v    | candela (= lm/sr)         | cd      | Una Unitat bàsica del SI                                       |
| Luminància           | L v    | candela per metre quadrat | cd/m 2  | A vegades es fa servir la denominació nit, aliena al SI        |
| Il·luminació         | E v    | lux (= lm/m 2 )           | lx      | Usat per mesurar la incidència de la llum sobre una superfície |
| Emitància lluminosa  | M v    | lux (= lm/m 2 )           | lx      | Usat per mesurar la llum emesa per una superfície              |
| Eficàcia lluminosa   |        | lumen per watt            | lm/W    | Raó entre flux lluminós i flux radiant                         |

En altres sistemes d'unitats, l'energia lumínica es pot expressar en unitats d'energia.